# 해병공지기동대
해병 공지 기동대(Marine Air-Ground Task Force, MAGTF)는 미국 해병대의 최상위 편성단위이다. 맥탭이라고 발음한다.
MAGTF는 1963년 12월 해병대 사령관 명령 3120.3으로 창설되었다.

## 유형

### MEF
해병 원정군(Marine Expeditionary Force, MEF)은 해병대 중장 또는 소장이 사령관인 23,000명의 군단 규모이다. 해외 어디든 60일간 작전을 지속할 수 있다.
- 제1해병원정군, 캠프 펜들턴, 캘리포니아주
  - 제1해병원정단
    - 제11해병원정대
    - 제13해병원정대
    - 제15해병원정대
- 제2해병원정군, 캠프 르준, 노스캐롤라이나주
  - 제2해병원정단
    - 제22해병원정대
    - 제24해병원정대
    - 제26해병원정대
- 제3해병원정군, 캠프 커트니, 일본 오키나와
  - 제3해병원정단
    - 제31해병원정대

### MEB
해병 원정단(Marine Expeditionary Brigade, MEB)은 해병대 소장 또는 준장이 사령관인 1만명의 여단 규모이다. 해외 어디든 30일간 작전을 지속할 수 있다. 6개 해병 원정단이 창설되었으며, 그 중 1개가 대테러 작전을 수행한다.

### MEU
해병 원정대(Marine Expeditionary Unit, MEU)은 해병대 대령이 사령관인 2,300명의 연대 규모이다. 해외 어디든 15일간 작전을 지속할 수 있다. 7개 부대가 존재한다.
오키나와의 제31해병원정대는 한반도 유사시 제일 먼저 파병되는 미국 해병대의 보병부대이다.
2016년 3월 1일 대한민국 해병대는 포항 제1해병사단 (대한민국)에 대령이 부대장인 3천명 규모의 신속기동연대를 창설했다. 유사시 제31해병원정대와 북한 후방에 상륙작전을 수행한다고 보도되었다. 새로 창설된 신속기동연대는 기존 해병연대의 48시간 출동시간을 24시간으로 줄였다.

## 같이 보기
- 미국 해병 항공대